# Пам Спрингс Норт (Флорида)
Пам Спрингс Норт (енгл. Palm Springs North) насељено је место без административног статуса у америчкој савезној држави Флорида.

## Демографија
По попису из 2010. године број становника је 5.253, што је 207 (-3,8%) становника мање него 2000. године.
| Група             | 2000.         | 2010.         |
| Белци             | 1.811 (33,2%) | 1.103 (21,0%) |
| Афроамериканци    | 42 (0,8%)     | 71 (1,4%)     |
| Азијати           | 32 (0,6%)     | 24 (0,5%)     |
| Хиспаноамериканци | 3.545 (64,9%) | 4.079 (77,7%) |
| Укупно            | 5.460         | 5.253         |